# IC 379
IC 379 је спирална галаксија у сазвјежђу Еридан која се налази на листи објеката дубоког неба у Индекс каталогу.
Деклинација објекта је - 7° 14' 16" а ректасцензија 4h 31m 50,9s. Привидна величина (магнитуда) објекта IC 379 износи 15,2 а фотографска магнитуда 16,0. IC 379 је још познат и под ознакама MCG -1-12-21, NPM1G -07.0160, PGC 15428.